# Pseudomimetis vailima
Pseudomimetis vailima là một loài bướm đêm trong họ Geometridae.